# Пила: Спіраль
«Пила: Спіраль» (англ. Spiral: From the Book of Saw) — американський фільм жахів, дев'ятий у серії фільмів Пила. Стрічка є продовженням Пили 8. Режисером виступить Дарен Лінн Бусман, сценарій буде написано Джошем Столбергом, Пітером Голдфінгером та Крісом Роком.
Прем'єра фільму повинна була відбутися 15 травня 2020 року в США, однак через пандемію коронавірусної хвороби прем'єра фільму відбулася 20 травня 2021.

## У ролях
| Актор                | Роль                    |
| -------------------- | ----------------------- |
| Кріс Рок             | Детектив Єзекіїль Бенкс |
| Семюел Лірой Джексон | Маркус Бенкс            |
| Макс Мінгелла        | Детектив Вільям Шенк    |
| Марісоль Ніколс      | Капітан Енджі Гарза     |
| Тобін Белл           | Джон Крамер             |
| Зої Палмер           | Кара Босвік             |